# José Manuel Pérez
José Manuel Pérez, född 5 november 1963, död 10 januari 2005, spansk motorcyklist. Pérez omkom i samband med Paris-Dakar-rallyt.